# Seattle Sounders FC
Seattle Sounders FC är en professionell fotbollsklubb i Seattle i Washington i USA som spelar i Major League Soccer (MLS).
Klubben grundades den 13 november 2007 och gjorde sin första säsong 2009.
Klubbens hemmaarena är CenturyLink Field, som kan ta 72 000 åskådare och även är hemmaarena för NFL-klubben Seattle Seahawks.
Klubbens färger är grönt, blått och vitt.
Huvudägare till klubben är affärsmannen Adrian Hanauer. Bland de mindre delägarna kan nämnas Microsoft-medgrundaren Paul Allens dödsbo, komikern och tv-personligheten Drew Carey och basebollegendaren Ken Griffey Jr.
Seattle vann MLS Cup för första gången 2016 efter en mållös finalmatch mot Toronto FC som avgjordes på straffar (5–4). Klubbens andra MLS Cup-titel kom tre år senare. Även då besegrades Toronto FC i finalen, nu med 3–1.
Klubben har även vunnit Supporters' Shield, som tilldelas klubben som tagit flest poäng i grundserien, en gång (2014) samt US Open Cup fyra gånger, 2009, 2010, 2011 och 2014.
Fyra svenskar har representerat klubben. I oktober 2008 meddelades att Fredrik Ljungberg skrivit ett kontrakt på två år med Sounders, i december 2010 skrev Sounders kontrakt med Häckens mittfältare Erik Friberg, i december 2011 blev IFK Göteborgs back Adam Johansson klar för Sounders och i januari 2017 tecknade Gustav Svensson ett treårskontrakt med klubben.
Namnet Seattle Sounders har även använts av andra professionella fotbollsklubbar från Seattle. En klubb spelade i North American Soccer League (NASL) under det namnet mellan 1974 och 1983. 1994 skapades en ny klubb med samma namn som spelade i olika mindre proffsligor, bland andra USL First Division, till och med 2008.

## Spelartrupp
| 24 | Schweiz | Stefan Frei      | 20 april 1986    | Toronto FC (-14)          |
| 26 | USA     | Andrew Thomas    | 1 september 1998 | Stanford University (-21) |
| 30 | USA     | Stefan Cleveland | 25 maj 1994      | Chicago Fire (-20)        |

| 3  | Ecuador   | Xavier Arreaga    | 28 september 1994 | Barcelona SC (-19)             |
| 5  | Kamerun   | Nouhou Tolo       | 23 juni 1997      | Rainbow FC (-16)               |
| 28 | Colombia  | Yeimar            | 20 november 1999  | Unión Santa Fe (-20)           |
| 92 | Frankrike | Abdoulaye Cissoko | 27 december 1999  | San Diego Zest (-19)           |
| 94 | Colombia  | Jimmy Medranda    | 7 februari 1994   | Nashville SC (-20)             |
| -  | Frankrike | Achille Robin     | 20 maj 1997       | University of Washington (-22) |

| 6  | Brasilien   | João Paulo         | 8 mars 1991       | Botafogo (-20)                 |
| 7  | USA         | Cristian Roldan    | 3 juni 1995       | University of Washington (-15) |
| 10 | Uruguay     | Nicolás Lodeiro    | 21 mars 1989      | Boca Juniors (-16)             |
| 16 | El Salvador | Alex Roldan        | 28 juli 1996      | Seattle University (-18)       |
| 18 | Slovakien   | Albert Rusnák      | 7 juli 1994       | Real Salt Lake (-22)           |
| 21 | USA         | Reed Baker-Whiting | 31 mars 2005      | Seattle Sounders FC            |
| 22 | USA         | Kelyn Rowe         | 2 december 1991   | New England Revolution (-21)   |
| 23 | Brasilien   | Léo Chú            | 4 juni 2000       | Grêmio (-21)                   |
| 73 | USA         | Obed Vargas        | 5 augusti 2005    | Seattle Sounders FC            |
| 75 | USA         | Danny Leyva        | 5 maj 2003        | Seattle Sounders FC            |
| 84 | USA         | Josh Atencio       | 31 januari 2002   | Seattle Sounders FC            |
| 99 | USA         | Dylan Teves        | 4 maj 2000        | University of Washington (-22) |
| -  | USA         | Hal Uderitz        | 16 september 1999 | Seattle University (-22)       |

| 9  | Peru     | Raúl Ruidíaz          | 25 juli 1990      | Monarcas Morelia (-18)    |
| 12 | Colombia | Fredy Montero         | 26 juli 1987      | Vancouver Whitecaps (-21) |
| 13 | USA      | Jordan Morris         | 26 oktober 1994   | Stanford University (-16) |
| 14 | USA      | Samuel Adeniran       | 30 september 1998 | Atlas Delmenhorst (-21)   |
| 17 | USA      | Will Bruin            | 24 oktober 1989   | Houston Dynamo (-17)      |
| 87 | USA      | Alfonso Ocampo-Chavez | 25 mars 2002      | Seattle Sounders FC       |

### Utlånade spelare
| Nr | Land | Pos | Namn                                         |
| -- | ---- | --- | -------------------------------------------- |
| 45 | USA  | MF  | Ethan Dobbelaere (i Vyškov till 31 maj 2022) |